# Arena de Pula

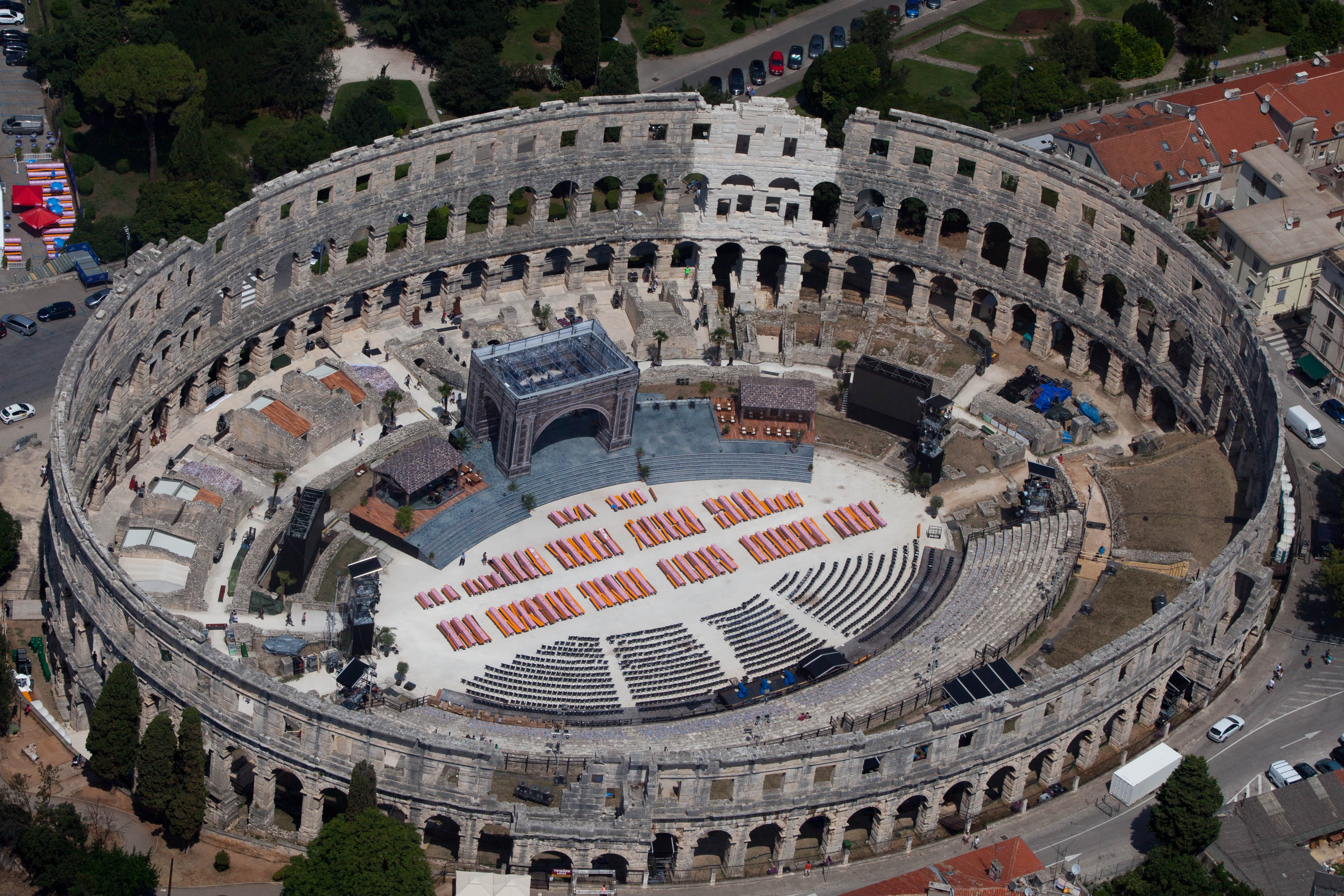
Imagem aérea do Anfiteatro de Pula.

Arena de Pula (também chamado de Pula Arena na Língua croata: Anfiteatar u Puli) é um anfiteatro do tempo do Império romano localizado em Pula em Istria na Croácia.

## História
Foi construído no primeiro século entre os anos de 2 a.C. e 14 d.C., durante o reinado do imperador Augustus, e foi reconstruído e ampliado pelo imperador Vespasiano.
Muitas lutas de gladiadores ocorreram dentro, durante os tempos do Império Romano. Na Idade Média foi usado para várias batalhas e suas pedras foram parcialmente reutilizadas em outros edifícios na cidade de Pula, incluindo o castelo, no século XV.

## Galeria

Panorama interno do anfiteatro
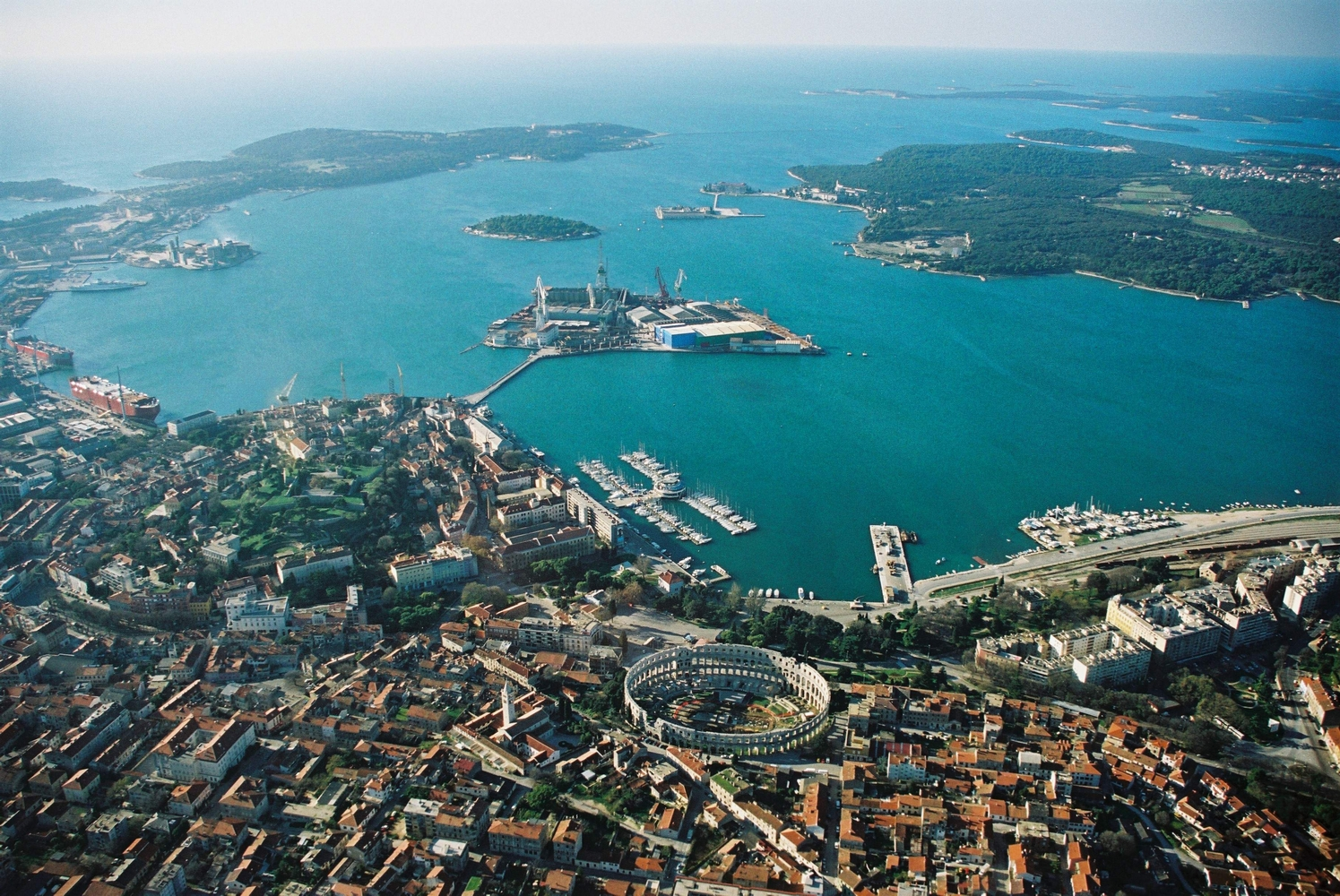
Imagem aérea da cidade de Pula e Arena ao fundo.